# سول بی
سول بی (به انگلیسی: Sol Bi)با نام اصلی کوآن جی-آهن (به انگلیسی: Kwon Ji-Ahn)(زاده ۳۰ سپتامبر ۱۹۸۴) خواننده، بازیگر کره‌ای است. مستند  (به انگلیسی: Painting Through Pain) به کارگردانی کمیل سهیلی در مورد این بازیگر و مواجه او با قلدری اینترنتی است.